# Lawangia convexicollis
Lawangia convexicollis är en skalbaggsart som beskrevs av Ernst Gustav Kraatz 1898. Lawangia convexicollis ingår i släktet Lawangia och familjen Cetoniidae. Inga underarter finns listade i Catalogue of Life.